# National Challenge Cup de 1987
A National Challenge Cup de 1987 foi a 74ª temporada da competição futebolística mais antiga dos Estados Unidos. St. Louis Kutis Soccer Club entra na competição defendendo o título.
O campeão da competição foi o Club España, conquistando seu primeiro título, e o vice campeão foi o Greek-American AC.

## Participantes
| Entram na Primeira Fase                                          |
| - Busch - Club España - Dallas Mean Green - Seattle Mitre Eagles |

## Premiação
| National Challenge Cup de 1987  |
| ------------------------------- |
| CLUB ESPAÑA Campeão (1º título) |